# Urban Land Institute

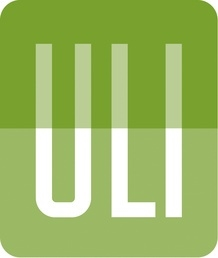
Logo da ULI.

Urban Land Institute (ULI), é uma organização de pesquisa e educação sem fins lucrativos com escritórios em Washington, D.C., Hong Kong, Londres e Frankfurt. Sua missão declarada é "fornecer liderança no uso responsável da terra e na criação e manutenção de comunidades prósperas em todo o mundo".